# Taquarana
Taquarana é um município brasileiro do estado de Alagoas. Sua população, conforme estimativas do IBGE de 2018, era de 19 886 habitantes.

## História
O município de Taquarana teve seu território desmembrado de Limoeiro de Anadia no dia 24 de agosto de 1962, marcado por uma história que começou ainda em meados do século XVIII, partindo de uma fazenda de gado denominada de Cana Brava¹, pertencente a família Correia Paes. Ao instalar a fazenda Canabrava - com a criação de gado e diversificadas lavouras - em 1750, atraídos pelas belezas naturais do lugar e pela abundância de água, a família Correias Pais, proveniente do Estado de Pernambuco, deu origem ao atual município de Taquarana, que até sua emancipação era conhecido por Canabrava dos Pais. Como na maioria dos municípios alagoanos, o povoado se expandiu a partir de 1821, com a construção da matriz de Santa Cruz, num local já afastado da fazenda. Considerados também como fundadores, Luiz Carlos de Souza Barbosa, Antonio Paulino da Silva, Antonio Faustino da Silva Madeira e José Miguel Soares - com suas famílias - foram os primeiros habitantes. Ponto de passagem obrigatório - pela estratégica posição de proximidade com a estrada que ligava o Sertão à capital - alcançou o progresso rapidamente. Em 1938 foi elevada à condição de vila, ainda pertencendo a Limoeiro de Anadia. A autonomia administrativa, porém, só veio em Agosto de 1962, através da Lei 2.465, que também alterou o nome da cidade de Cana Brava dos Paes para Taquarana, por sugestão do bispo Dom Rômulo de Farias, arcebispo de Maceió. Os expoentes da luta pela emancipação foram Manoel Rodrigues de Oliveira, José Tenório de Souza, Floriano de Souza Castro e Pedro Cícero da Silva.